# MK 14
L'MK 14 è un microcomputer prodotto nel Regno Unito a partire dal 1978. È il primo computer commercializzato da Clive Sinclair, venduto tramite la Science of Cambridge, una delle molte società da lui fondate.

## Caratteristiche tecniche
Il microcomputer MK 14 era costituito da una semplice scheda madre pilotata da un microprocessore National Semiconductor SC/MP a 4 MHz. La RAM era di 128 byte, espandibile a 640 byte su scheda. La ROM di 512 byte conteneva un semplice monitor per la gestione dell'input da tastiera, della visualizzazione dell'output. Questo veniva rappresentato con un display composto da 8 cifre a LED rossi (come le calcolatrici dell'epoca). La tastiera, inizialmente del tipo a membrana, fu in seguito sostituita da una con i classici tasti meccanici.
Il sistema, offerto a 43,15 sterline, era espandibile mediante una serie di componenti acquistabili a parte: un'espansione di 256 byte di RAM, un'interfaccia per pilotare un registratore a cassette, utile per memorizzare i propri programmi, un programmatore di PROM, un chip per gestire 16 linee aggiuntive di I/O che offrivano altri 128 byte di RAM, un'interfaccia video con 512 byte di RAM capace di gestire uno schermo testuale a 32×16 caratteri e di inviare il segnale video ad un'uscita TV.

## Le vendite
Inizialmente Clive Sinclair non reputava l'MK 14 capace di ottenere un buon ritorno economico ma le vendite del microcomputer, che superarono le 50.000 unità, lo fecero ricredere sulle potenzialità dell'emergente mercato degli home computer spingendolo a sviluppare un computer vero e proprio, lo ZX80.